# Án lệ 57/2023/AL
Án lệ 57/2023/AL về hành vi gian dối nhằm tiếp cận tài sản trong tội "cướp giật tài sản" là án lệ thứ 57 thuộc lĩnh vực hình sự của hệ thống pháp luật Việt Nam, được Hội đồng Thẩm phán Tòa án nhân dân tối cao thông qua, Chánh án Nguyễn Hòa Bình ra quyết định công bố ngày 24 tháng 2 năm 2023, và có hiệu lực cho tòa án các cấp trong cả nước nghiên cứu, áp dụng trong xét xử từ ngày 27 tháng 3 năm 2023. Án lệ này dựa trên nguồn là Bản án hình sự phúc thẩm số 590 được ban hành 18 tháng 12 năm 2020 của Tòa án nhân dân Thành phố Hồ Chí Minh về vụ án "cướp giật tài sản", với nội dung xoay quanh các thủ đoạn gian dối để tiếp cận tài sản của người phạm tội, hướng tới việc xác định loại hình tội phạm theo luật định. Án lệ này do hai Tiến sĩ Luật Nguyễn Thị Phương Hoa, Nguyễn Thị Ánh Hồng và Tòa án nhân dân Thành phố Hồ Chí Minh đề xuất.
Trong vụ án của án lệ, người phạm tội thuộc diện không có nghề nghiệp ổn định, lên kế hoạch mua điện thoại di động là iPhone qua các mạng thương mại điện tử bằng cách sử dụng thông tin giả mạo, làm các xấp tiền gồm hai mặt là tiền thật, phần giữa là tiền âm phủ. Sau khi đặt hàng và hẹn địa điểm giao hàng, trong quá trình giao – nhận, người phạm tội dùng xấp tiền đã làm trước để đánh lừa người giao hàng, cầm lấy điện thoại và bỏ trốn. Sau quá trình điều tra, truy bắt và tố tụng hình sự, người phạm tội bị bắt giữ, qua xét xử sơ thẩm xác định tội "cướp giật tài sản", tiếp tục phúc thẩm bởi kháng nghị của viện kiểm sát mặc dù bị cáo không kháng cáo, vấn đề được đặt ra là xác định tội, rồi đi đến kết luận cuối cùng không thay đổi việc xác định tội đã tuyên ở tòa sơ thẩm.

## Nội dung vụ án
Tại Thành phố Hồ Chí Minh, có thanh niên Nguyễn Thành Quốc B (gọi tắt là B) không có nghề nghiệp ổn định. Đầu tháng 1 năm 2020, B đăng ký một tài khoản mua hàng trên trang thương mại điện tử Lazada và đặt mua một iPhone 11, màu tím, dung lượng 128GB với giá 22 triệu đồng, địa chỉ giao nhận hàng tại phường Tân Thới Hòa, quận Tân Phú. Khoảng 16 giờ ngày 11 tháng 1, nhận được điện thoại của nhân viên giao hàng thuộc Công ty Ship60 về việc đi giao đơn hàng iPhone 11, B điều khiển xe máy Honda Lead chạy đến địa chỉ để chờ người giao hàng. Sau khi người giao hàng đến đến, B yêu cầu cho kiểm tra gói hàng trước nhưng người giao hàng không đồng ý. Sau đó, B nói người giao hàng đứng đợi một lát để đi đón xe tải chở hàng cho gia đình rồi quay lại. Khoảng 3 phút sau, B quay lại và đồng ý nhận gói hàng, người giao hàng đưa gói hàng cho B đồng thời B đưa một bọc nylon chứa tiền bên trong – sắp xếp 2 tờ tiền thật có mệnh giá 200.000 đồng đặt ở mặt trên và mặt dưới, ở giữa là tiền âm phủ – đã chuẩn bị từ trước cho người giao hàng để kiểm tra. Xấp tiền đã mua từ trước, B dùng dây thun buộc xấp tiền, dùng túi nylon cuộn xung quanh và dùng băng keo trắng quấn nhiều lớp phía ngoài. Khi người giao hàng đang mở túi để lấy tiền ra kiểm tra thì B mở khóa xe rồi giả vờ nói chạy ra đầu hẻm xem xe tải chở hàng đã đến chưa. Người giao hàng chưa kịp phản ứng gì thì B nhanh chóng điều khiển xe gắn máy tẩu thoát. Vào tối cùng ngày, B rao bán điện thoại di động vừa chiếm đoạt được trên Internet và để lại số điện thoại để người mua liên lạc. Khoảng 2 ngày sau có một nam thanh niên không rõ lai lịch hỏi mua điện thoại trên với giá 18 triệu đồng, B đồng ý và bán tại Công viên Đầm Sen Nước ở Quận 11.
Ngày 20 tháng 1, B sử dụng điện thoại Redmi lên trang mạng của Thegioididong.com đặt mua iPhone 11 Pro Max, 256GB, màu Gold, giá tiền 38 triệu đồng. B sử dụng số điện thoại và cung cấp thông tin khác, hẹn nơi giao hàng tại phường số 4 đường Lê Niệm của phường Phú Thạnh, quận Tân Phú. Đến khoảng 13h30 ngày 21, người giao hàng của Thế giới di động mang theo iPhone 11 Pro Max lấy từ cửa hàng đến giao hàng và thu tiền. Khi đến địa điểm giao hàng tại trước số 4 đường Lê Niệm, B nói đẩy xe qua địa chỉ số 7 đường Lê Niệm để giao nhận hàng, lấy lý do tránh đường cho xe tải vào nhà. Tại trước nhà số 7 đường Lê Niệm, B đưa cho người giao hàng 1 xấp tiền tương tự vụ đầu tiên, hai mặt là tờ 50.000 đồng, nói người giao hàng đếm lại. Lúc này, B để hộp điện thoại xuống dưới sàn để chân phía trước của xe Lead, đồng thời mở khóa xe. Lợi dụng lúc người giao hàng đang đếm tiền không để ý, B nhanh chóng tăng ga xe điều khiển xe bỏ chạy thoát. Người giao hàng chạy bộ đuổi theo nhưng không kịp nên đã lên Công an phường Phú Thạnh trình báo sự việc. Điện thoại này được B bán với số tiền 31,5 triệu đồng cho một cửa hàng điện thoại ở Phường 4, Tân Bình. Một tuần sau, B lại dùng máy Redmi lên trang mạng Cellphone để đặt mua iPhone 11 Pro Max giá tiền 35 triệu đồng. B cung cấp thông tin như vụ thứ hai. Khoảng 14h40 phút ngày 29, hai bên gặp nhau ở số 4 Lê Niệm, B kiểm tra hộp điện thoại và có hỏi cách sử dụng, tình trạng của điện thoại. Sau đó, quá trình diễn ra giống như ở vụ trước, đều chuyển sang số 7 Lê Niệm, điểm khác biệt là xấp tiền hai mặt 50.000 đổi thành mặt trên 500.000, mặt dưới 100.000 đồng. Sau đó, B tiếp tục bán cho cửa hàng như cũ với giá 31 triệu đồng.
Cùng ngày 29, B tiếp tục thực hiện thủ đoạn, và lần này là ở Tiki, và chuyển địa điểm giao hàng sang 46 Trần Quang Quá, phường Hiệp Tân. Khi giao hàng, B thực hiện như ở đường Lê Niệm, thay đổi địa điểm giao hàng đến số 86 đường Lương Trúc Đàm, do số 46 đường Trần Quang Quá đường đông người vào giờ cao điểm. Tại điểm mới, B nói là không đủ tiền và kêu người giao hàng đứng đợi để đi rút thêm tiền, sau đó điều khiển xe đi được 5 phút thì quay trở lại. B ngồi trên xe Lead, dừng phía trước đầu xe của người giao hàng nên người này mang gói hàng đến cho B kiểm tra thêm lần nữa xác nhận đúng sản phẩm. B bỏ hộp điện thoại vào trong túi nylon màu vàng được treo ở móc treo phía trước xe, mở túi xách đeo chéo vai lấy ra 2 xấp tiền chuẩn bị từ trước, 1 xấp các mặt mệnh giá 50.000 đồng, một xấp mệnh giá 500.000 đồng. Nhân lúc người giao hàng đếm tiền thì B bỏ chạy, đem điện thoại đi bán với giá như vụ trước. Khoảng 16 giờ ngày 4 tháng 2, B thực hiện lần thứ 5, và lần này ở Lazada như lần đầu, đặt iPhone 11 Pro max, 512Gb với giá tiền 44 triệu đồng, thực hiện ở đường Lê Niệm. Vụ việc diễn ra sáng hôm sau, xấp tiền đổi thành 1 xấp 500.000–100.000 đồng, 1 xấp 50.000–500.000 đồng, B lấy từ trong túi xách đeo chéo vai ra cầm trên tay rồi bỏ lại vào trong túi xách mục đích cho người giao hàng thấy, tạo lòng tin. Sau đó, người giao hàng đưa vật phẩm ra, và đề nghị phải thanh toán tiền trước khi kiểm tra hàng. B không đồng ý và yêu cầu phải được kiểm tra hàng trước mới đưa tiền nên người giao hàng điện thoại về công ty xin ý kiến. Lợi dụng lúc người giao hàng không để ý, B để gói hàng xuống dưới sàn để chân phía trước của xe gắn máy Lead đồng thời mở khóa xe và nói với người giao hàng để đẩy xe vào lề rồi tiếp tục giao dịch. B ngồi trên xe đẩy xe lên phía trước rồi bất ngờ tăng ga điều khiển xe tẩu thoát. Người giao hàng tri hô và chạy bộ đuổi theo nhưng không kịp. B bán với giá 33,5 triệu đồng.

## Kết luận điều tra
Với những trình báo tới Công an phường Hiệp Tân về các vụ cướp giật với tình tiết tương tự, Công an quận Tân Phú tiến hành khởi tố, điều tra và bắt được Nguyễn Thành Quốc B và giam giữ từ ngày 6 tháng 2 năm 2020. Qua quá trình điều tra, công quận kết luận bị can B do không có tiền tiêu xài nên nảy sinh ý định cướp giật tài sản. Đầu năm 2020, B mua số SIM điện thoại khuyến mãi rồi tạo tài khoản trên ứng dụng bán hàng trực tuyến qua mạng, đặt mua loại điện thoại iPhone 11 – điện thoại thuộc dòng iPhone mới được ra mắt cuối năm 2019; chuẩn bị một số xấp tiền – mỗi xấp tiền để một tờ tiền thật phía trên, một tờ tiền thật phía dưới có mệnh giá từ 50.000–500.000 đồng, ở giữa xấp tiền thì để tiền âm phủ và được cột lại bằng dây thun. Khi đến gặp người giao hàng để nhận hàng, B sẽ lấy những xấp tiền được chuẩn bị từ trong túi sách đeo chéo ra để cho người giao hàng thấy, tạo lòng tin cho người giao hàng rồi cất lại vào trong túi. Sau khi kiểm tra hàng xong, B sẽ để gói hàng xuống ba ga xe của xe gắn máy Lead, rồi lấy xấp tiền chuẩn bị từ trong túi ra đưa cho người giao hàng. Lợi dụng sơ hở khi người giao hàng tháo dây thun kiểm tiền thì B tăng ga điều khiển xe bỏ chạy để chiếm đoạt điện thoại di động.
Các tài sản trong năm vụ việc mà bị can Nguyễn Thành Quốc B thực hiện là 5 iPhone 11, gồm 1 phiên bản thường và 4 phiên bản Pro Max. Hội đồng định giá trong tố tụng hình sự quận Tân Phú trong quá trình giám định đã ban hành kết quả giám định chênh lệch không lớn với giá bán của các sản phẩm này trên những trang thương mại điện tử mà bị can mua. Phần tiền mà bị can thu được sau khi bán đã được tiêu dùng cá nhân phần lớn, chỉ còn lại 33,5 triệu đồng sau khi bán iPhone Promax ở vụ thứ 5.

## Xét xử

### Sơ thẩm và kháng nghị
Ngày 27 tháng 8 năm 2020, Tòa án nhân dân quận Tân Phú, Thành phố Hồ Chí Minh mở phiên hình sự sơ thẩm tại trụ sở tòa ở số 27, hẻm 200 đường Nguyễn Hữu Tiến, Tây Thạnh. Tòa sơ thẩm tuyên bố bị cáo Nguyễn Thành Quốc B phạm tội "cướp giật tài sản" trong khung 50–200 triệu đồng, dùng thủ đoạn nguy hiểm, và áp dụng một số tình tiết giảm nhẹ, xử phạt 6 năm tù. Ngoài ra bản án còn tuyên về trách nhiệm dân sự, xử lý vật chứng, án phí và quyền kháng cáo của bị cáo và những người tham gia tố tụng khác. Ngày 25 tháng 9 cùng năm, Viện trưởng Viện kiểm sát nhân dân Thành phố Hồ Chí Minh Đỗ Mạnh Bổng kháng nghị bản án sơ thẩm nêu trên, đề nghị xử phạt bị cáo về tội "lừa đảo chiếm đoạt tài sản" chứ không phải là "cướp giật tài sản". Bị cáo không kháng cáo trong vụ án này.

### Phúc thẩm
Hội đồng xét xử phúc thẩm, nhận định.
Ngày 18 tháng 12 năm 2020, Tòa án nhân dân Thành phố Hồ Chí Minh mở phiên phúc thẩm công khai tại trụ sở ở 131 Nam Kỳ Khởi Nghĩa, Phường Bến Thành, Quận 1, với chủ tọa là Thẩm phán Đoàn Thị Hương Giang, cùng hai Thẩm phán Phạm Viết Hùng, Vũ Văn Lệ. Đại diện viện kiểm sát trong phiên tòa này đã trình bày kháng nghị sau khi phân tích tính chất, mức độ, hậu quả hành vi phạm tội do bị cáo thực hiện, rằng, xét thấy giữa bị cáo và các bị hại đã tiến hành giao tiền, nhận tài sản sau khi bị cáo dùng thủ đoạn gian dối làm cho các bị hại nhầm tưởng số tiền giao là tiền thật để mua điện thoại di động và bị hại tin tưởng nên đã giao hàng để bị cáo chiếm đoạt. Mặt khác, bị cáo thực hiện liên tiếp 5 vụ chiếm đoạt tài sản, không nghề nghiệp và dùng tiền có được từ việc bán tài sản chiếm đoạt làm nguồn sống chính là trường hợp phạm tội có tính chất chuyên nghiệp. Do đó, viện kiểm sát đề nghị chấp nhận kháng nghị Viện trưởng Đỗ Mạnh Bổng, sửa bản án sơ thẩm, xử phạt bị cáo tội "lừa đảo chiếm đoạt tài sản". Cũng trong phiên này, bị cáo không tự bào chữa và không tham gia tranh luận, lời nói sau cùng là: "Bị cáo xin xem xét giảm nhẹ hình phạt".
Hội đồng xét xử tòa phúc thẩm nhận định rằng từ khoảng đầu tháng 1 đến ngày 4 tháng 2 năm 2020, bị cáo đã có hành vi sử dụng SIM khuyến mãi tạo tài khoản trên các ứng dụng bán hàng trực tuyến, đặt mua các sản phẩm điện thoại có giá trị cao nhằm chiếm đoạt bán lấy tiền tiêu xài cá nhân. Để tiếp cận được tài sản, bị cáo chuẩn bị các xấp tiền mệnh giá từ 50.000–500.000 đồng theo kết quả điều tra của cơ quan điều tra, với thủ đoạn sẽ lấy những xấp tiền được chuẩn bị trước cho người giao hàng thấy nhằm tạo niềm tin. Sau khi nhận và kiểm tra hàng, bị cáo lấy xấp tiền đã chuẩn bị trước đó đưa cho các bị hại, lợi dụng sơ hở khi bị hại tháo dây thun kiểm, đếm tiền thì bị cáo tăng ga, điều khiển xe tẩu thoát cùng tài sản. Tòa nhận thấy tài sản vẫn thuộc quyền sở hữu của bị hại do chưa hoàn thành các thủ tục chuyển giao tài sản như chứng từ, do đó bị cáo phạm tội cướp giật, không đồng ý với kháng nghị của Viện trưởng về loại tội "lừa đảo chiếm đoạt tài sản", đồng ý với bản án sơ thẩm. Tuy nhiên, hội đồng xét xử xét bị cáo là người không có nghề nghiệp, thực hiện liên tiếp 5 vụ "cướp giật tài sản", số tiền hưởng lợi từ hành vi phạm tội được bị cáo sử dụng làm nguồn sống chính nên thuộc trường hợp "phạm tội có tính chất chuyên nghiệp", việc tòa sơ thẩm không áp dụng tình tiết này khi quyết định hình phạt đối với bị cáo là thiếu sót. Do đó, tòa phúc thẩm chấp nhận một phần nội dung kháng nghị về việc áp dụng tình tiết này. Về tình tiết "dùng thủ đoạn nguy hiểm", tòa xét tại thời điểm bị cáo thực hiện hành vi chiếm đoạt, bị hại đã tạm giao tài sản cho bị cáo quản lý, sau đó bị cáo mới tăng ga, điều khiển xe tẩu thoát nên không thuộc trường hợp diện nguy hiểm để cướp giật tài sản. Sau những nhận định kết hợp với thẩm quyền, tòa phúc thẩm tuyên vẫn giữ nguyên mức án sơ thẩm là 6 năm tù đối với bị cáo.

## Hình thành án lệ
Cuối năm 2022, hai luật gia là Phó Giáo sư, Tiến sĩ Nguyễn Thị Phương Hoa, Tiến sĩ Nguyễn Thị Ánh Hồng của Trường Đại học Luật Thành phố Hồ Chí Minh cùng với Toà án nhân dân Thành phố Hồ Chí Minh đã đề xuất đưa bản án phúc thẩm của vụ án này làm án lệ trong lĩnh vực hình sự, tập trung ở nhận định của hội đồng xét xử về việc xác định loại tội phạm, phân biệt giữa "cướp giật tài sản" và "lừa đảo chiểm đoạt tài sản". Sau đó, đề xuất này là 1 trong 18 dự thảo án lệ vượt qua vòng đánh giá đầu tiên, và đồng thời là 1 trong 6 dự thảo án lệ hình sự, việc lấy ý kiến và các kiến nghị từ công chúng và giới khoa học xã hội ngành luật ở vòng thứ hai được tiến hành từ ngày 11 tháng 1, thông qua hội thảo, và đăng tải trực tuyến trên trang tin điện tử án lệ, rồi được thảo luận, cho ý kiến ở bước thứ 3 bởi Hội đồng tư vấn án lệ. Trong 3 ngày 1–3 tháng 2 năm 2023, Hội đồng Thẩm phán họp và quyết định thông qua 7 trong 18 dự thảo, trong đó có bản án về hành vi gian dối nhằm tiếp cận tài sản trong tội "cướp giật tài sản" này, chính thức là Án lệ số 57/2023/AL.